# وویوودا ستپا
وویوودا ستپا (به صربی: Vojvoda Stepa) یک منطقهٔ مسکونی در صربستان است که در Nova Crnja Municipality واقع شده‌است. وویوودا ستپا ۱٬۴۱۲ نفر جمعیت دارد و ۷۰ متر بالاتر از سطح دریا واقع شده‌است.